# Casa da Prelada

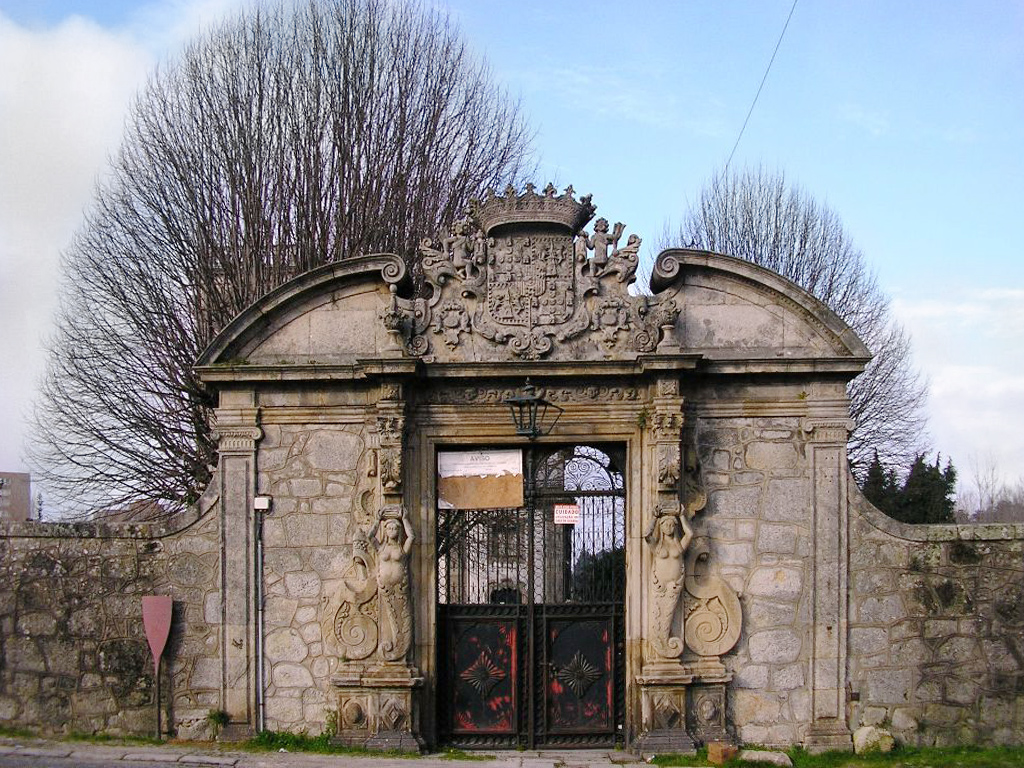
Das Hauptportal der Casa da Prelada

Die Casa da Prelada ist eine ehemalige Quinta im Norden der portugiesischen Stadt Porto.
Das Hauptgebäude wurde ab 1754 nach Plänen des italienischen Architekten Nicolau Nasoni errichtet. Auftraggeber waren die Familien Noronha und Menezes. Sein Werk blieb jedoch unvollendet. Es besteht aus drei miteinander verbundenen Baukörpern unterschiedlicher Höhe. Balkone und Fenster sind aus Granit gearbeitet.
Das Hauptportal der Quinta, reich geschmückt mit dem Wappen der Familie und zwei Meerjungfrauen, datiert vom Ende des 17. Jahrhunderts.
1904 wurde das Anwesen der katholischen Sozialstiftung Santa Casa da Misericórdia geschenkt. Heute ist das Gelände der Quinta zu einem großen Teil mit dem Hospital da Prelada, einem Campingplatz und Wohnhäusern bebaut.
Das gesamte Ensemble wurde 1938 und 1977 von der Denkmalbehörde mit dem Schutzstatus „Bauwerk von öffentlichem Interesse“ (Imóvel de Interesse Público) registriert.